# Château Antelys
Le château Antelys, aussi dit château des Fournials du nom du lieu-dit où il se trouve, est un château du XIXe siècle situé à Montredon-Labessonnié, dans le Tarn, en région Occitanie (France).

## Description
Le château Antelys, de style Second Empire, se compose d'un corps de logis sur trois étages, avec un rez-de-chaussée en élévation. La façade principale, en cinq travées, est flanqué de deux tourelles circulaires, sur lesquelles la génoise des toits est prolongée. Surmontant d'un étage la toiture du corps, elles sont coiffées de toitures en poivrière. La façade, très austère, n'est rehaussé que par un petit balcon au-dessus de la porte d'entrée. L'intérieur de l'édifice est dans sa majeure partie meublé à l'ancienne, avec des chambres à thèmes et des meubles médiévaux, ainsi que des armures d'époque.
L'édifice est situé au milieu d'un petit bois.

## Historique
Le château Antelys est construit en 1870 sur commande de Louis Abel Gaches. Celui-ci est descendant d'une vieille famille de confession protestante, originaire de la montagne Noire. Parmi ses membres, on compte de nombreux officiers, marins ou fermiers généraux.
Depuis 2017, après son rachat et sa restauration de 2015, l'édifice accueille des chambres d'hôtes.